# Cigclisula occlusa
Cigclisula occlusa is een mosdiertjessoort uit de familie van de Colatooeciidae. De wetenschappelijke naam van de soort is, als Escharoides occlusa, voor het eerst geldig gepubliceerd in 1884 door Busk.